# Апазовское сельское поселение
Апазовское се́льское поселе́ние — муниципальное образование в Арском районе Татарстана Российской Федерации.
Административный центр — село Апазово.

## История
Статус и границы сельского поселения установлены Законом Республики Татарстан от 31 января 2005 года № 7-ЗРТ «Об установлении границ территорий и статусе муниципального образования "Арский муниципальный район" и муниципальных образований в его составе».

## Население
| 2010  | 2011  | 2012  | 2013  | 2014  | 2015  | 2016  |
| ----- | ----- | ----- | ----- | ----- | ----- | ----- |
| 1981  | ↘1979 | ↗1982 | ↘1968 | ↘1923 | ↘1908 | ↘1886 |
| 2017  | 2018  |       |       |       |       |       |
| ↘1875 | ↘1848 |       |       |       |       |       |

## Состав сельского поселения
| № | Населённый пункт | Тип населённого пункта       | Население |
| - | ---------------- | ---------------------------- | --------- |
| 1 | Апазово          | село, административный центр |           |
| 2 | Каратай          | деревня                      |           |
| 3 | Кзыл-Игенче      | деревня                      |           |
| 4 | Мирзям           | деревня                      |           |
| 5 | Пшенгер          | село                         |           |
| 6 | Хасаншаих        | село                         |           |